# سول ديفيس
سول ديفيس (بالإنجليزية: Sol Davis)‏ (4 سبتمبر 1979 في المملكة المتحدة - ) هو لاعب كرة قدم بريطاني في مركز الظهير. لعب مع سويندون تاون وميلتون كينز دونز ونادي بيتربورو يونايتد ونادي لوتون تاون ونادي كيترينغ تاون وArlesey Town F.C. ‏ وWarminster Town F.C. ‏.

## وصلات خارجية
- سول ديفيس على موقع قاعدة بيانات كرة القدم.إي يو (الإنجليزية)
- سول ديفيس على موقع Soccerbase.com (لاعب) (الإنجليزية)